# 齿缘肖叶甲属
齿缘肖叶甲属（学名：Pseudometaxis）为金花虫科的一个属。

## 下属物种
本属包括以下物种：
- 华齿缘肖叶甲 Pseudometaxis nanus Chen, 1935
- Pseudometaxis nigrescens M.Chujo